# Майбутнє (роман, 2013)
«Майбутнє» —  науково-фантастичний роман Дмитра Глуховського, що вийшов 1 вересня 2013 року. Дія книги відбувається в утопічному світі безсмертних людей, однак і сам письменник, і журналісти визначають «Майбутнє» як антиутопію.

## Сюжет
Дія роману відбувається в Європі XXV століття, через триста років після винаходу «вакцини» — отриманого за допомогою генної інженерії препарату, здатного зупинити процес старіння; ціна цього — відмова від дітей на особистому і державному рівні. Можливість вічного життя створили новий образ мислення, повністю змінивши сучасну культуру і психологію. Головний герой роману, штурмовик Ян — солдат, один з Безсмертних, спеціально вирощених для управління чисельністю населення. За наказом Еріха Шрейера, одного з керівників правлячої Партії Безсмертя, він повинен усунути терориста і ідеолога ворожої Партії Життя — Хесуса Рокамору.
Ось що сказав сам Глухівський:

Насправді, людство стоїть на порозі безсмертя. Досліди генетиків на лабораторних тварин вже сьогодні дають дивовижні результати. Наше з вами покоління, думаю, буде останнім, якому доведеться в обов'язковому порядку постаріти і вмерти. Хіба не образливо? Все, що нам залишається — спробувати уявити собі той світ, який ми так ніколи і не побачимо, спробувати уявити собі, як зміниться людина після найголовнішого наукового відкриття за всю історію.